# Jean Breschand
Jean Breschand est un réalisateur français.

## Biographie
Jean Breschand a réalisé plusieurs courts métrages et documentaires avant de signer un premier long métrage de fiction, La Papesse Jeanne, sorti en 2017.
Il préside le GREC et a collaboré à la revue Vertigo, dont il était membre du comité de rédaction.

## Filmographie

### Courts métrages
- 1991 : Douze tableaux de Thérèse Boucault
- 1993 : Machines épiphaniques
- 1995 : Métropolitaines
- 1996 : Une figure florentine
- 1997 : D'autre part
- 2001 : Je vous suis par la présente
- 2004 : Le Retour du monde
- 2006 : L'Aménagement du territoire

### Long métrage
- 2017 : La Papesse Jeanne

## Distinction
- Lauréat en 2012 de la Fondation Gan pour le cinéma[2]

## Publication
- Les documentaires : l'autre face du cinéma, Éditions des Cahiers du cinéma, 2002